# Exocentrus nigrofasciatipennis
Exocentrus nigrofasciatipennis là một loài bọ cánh cứng trong họ Cerambycidae.